# Royal National Park
Il Royal National Park si trova nel Nuovo Galles del Sud, in Australia, a 32 km a sud di Sydney.
Fondato da Sir John Robertson, Primo Ministro del Nuovo Galles del Sud, venne ufficialmente istituito il 26 aprile 1879, diventando così il secondo più antico parco nazionale del mondo, dopo Yellowstone negli Stati Uniti. Il suo nome originale era semplicemente National Park, ma è stato rinominato nel 1955, in seguito ad una visita della regina Elisabetta II. Nel luglio 2006, questo parco è stato aggiunto alla Lista del Patrimonio Nazionale australiano.

## Territorio
Con una superficie relativamente ridotta, di soli 151 km², è in grado di offrire un'incredibile varietà di elementi naturali: fiumi e valli fluviali, grandi scogliere che possono arrivare ad un'altezza di 100 m interrotte da piccole spiagge oceaniche, brughiere, foreste pluviali e di mangrovie, paludi, boschi di eucalipto, oltre a moltissime specie di uccelli e molluschi.